# Miguel I de Portugal
Miguel I (Queluz, 26 de outubro de 1802 – Wertheim, 14 de novembro de 1866), cognominado de "o Absolutista", "o Menino" ou "o Tradicionalista", foi Regente do Reino de 1826 a 1828, em nome de sua sobrinha e noiva D. Maria II, e depois Rei de Portugal e dos Algarves entre 1828 e 1834. Foi o terceiro filho varão do Rei D. João VI de Portugal, e de sua esposa, a infanta Carlota Joaquina de Espanha, era irmão mais novo de D. Pedro I do Brasil e IV de Portugal.
Durante a Guerra Civil de Portugal, D. Miguel I liderou as frentes absolutistas que defendiam a volta de uma monarquia Absoluta em Portugal, que lutaram contra seu irmão D. Pedro IV e as tropas liberais que defendiam a monarquia Liberal.
Após o fim da Guerra Civil (1832–1834), com a Convenção de Évora Monte, seguiu para o exílio. Casou em 1851 em Kleinheubach, na Alemanha, com a Princesa Adelaide de Löwenstein-Wertheim-Rosenberg, de quem teve um filho e seis filhas. Entre a sua descendência encontram-se diversos monarcas da Europa, como os atuais Rei dos Belgas, Grão-Duque do Luxemburgo e Príncipe do Liechtenstein.
Faleceu em Wertheim, na Alemanha, a 14 de novembro de 1866, e foi sepultado no Convento dos Franciscanos de Engelberg, em Grossheubach, tendo o seu corpo chegado a Lisboa, de avião, já durante a República, em 5 de abril de 1967, para ser solenemente trasladado juntamente com a sua consorte para o Panteão da Dinastia de Bragança, no Mosteiro de São Vicente de Fora, da mesma cidade.

## Início de vida

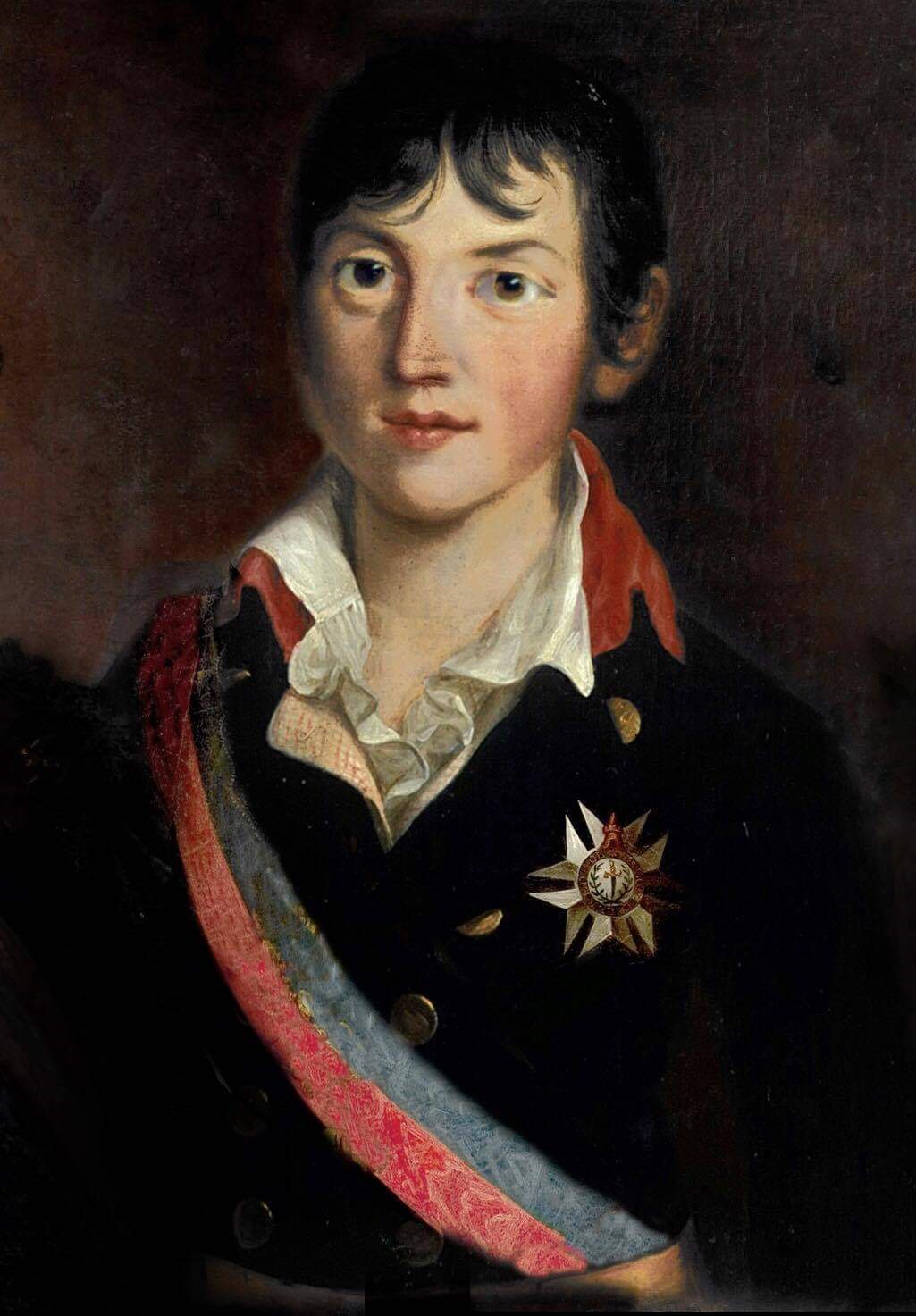
D. Miguel na infância

D. Miguel nasceu em 26 de outubro de 1802, no Palácio Real de Queluz, na vila homónima, e foi o sétimo filho de D. João VI, rei do Reino Unido de Portugal, Brasil e Algarves com a sua consorte, Carlota Joaquina de Bourbon, filha de Carlos IV de Espanha e sua consorte Maria Luísa de Parma, filha de Filipe I de Parma e de Maria Luísa Isabel de França.
Era irmão mais novo de D. Maria Teresa de Bragança; D. Francisco António, Príncipe da Beira; D. Maria Isabel de Bragança; D. Pedro I do Brasil e IV de Portugal; D. Maria Francisca de Assis de Bragança; e D. Isabel Maria de Bragança. Era ainda irmão mais velho de D. Maria da Assunção de Bragança e de D. Ana de Jesus Maria de Bragança. Por parte do reconhecimento paterno foi membro da casa dinástica de Bragança, assim como todos os seus irmãos e irmãs.

## Rei de Portugal

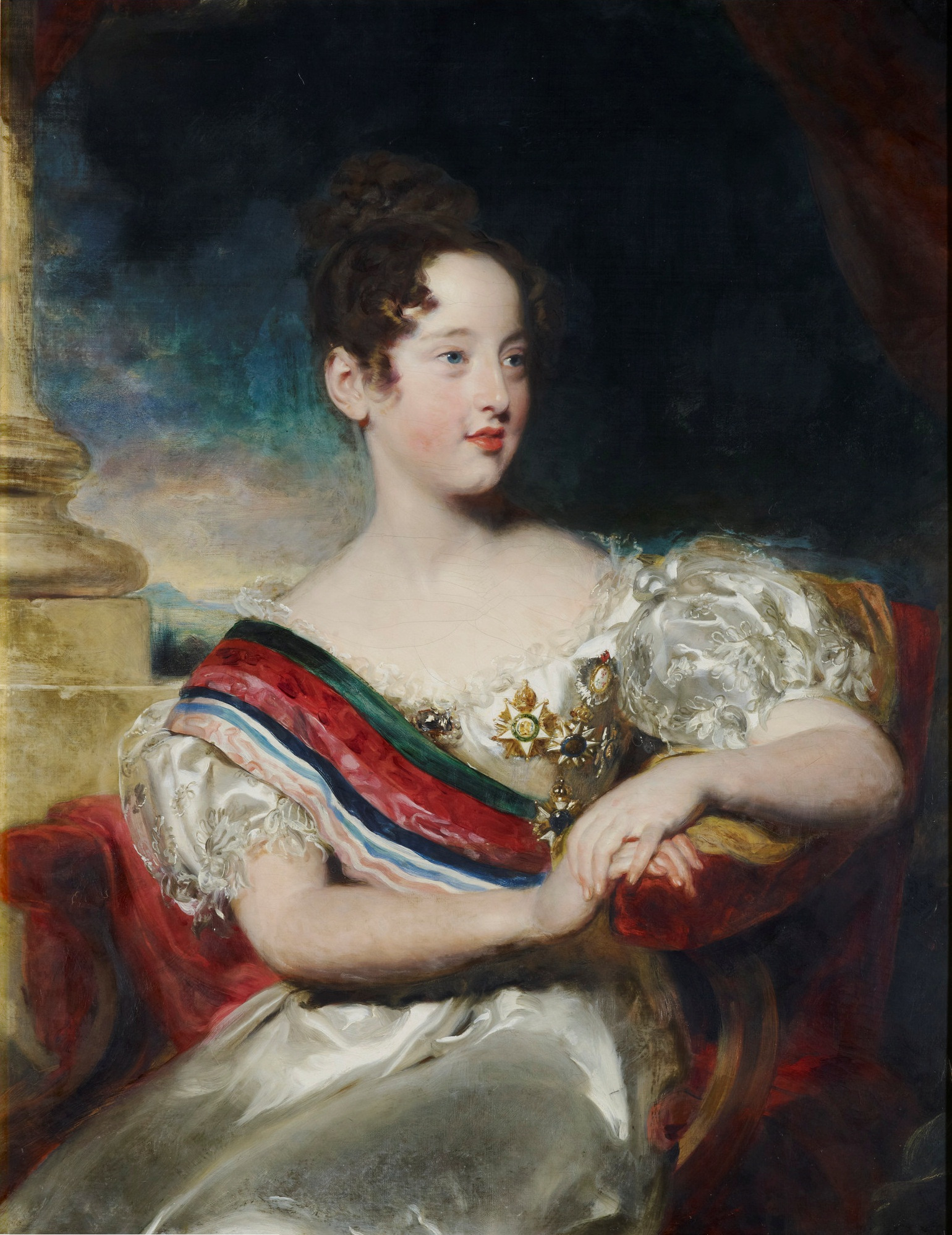
D. Maria da Glória

D. Miguel foi rei de Portugal entre 1828 e 1834, período no qual se deu a Guerra Civil Portuguesa de 1831-1834.
O seu reinado é altamente debatido na História de Portugal. Para o partido constitucionalista, D. Miguel foi um usurpador do título monárquico de sua sobrinha D. Maria da Glória e fora apenas regente. Por sua vez, o partido miguelista contrapunha que D. Pedro I do Brasil perdera o direito à Coroa Portuguesa e, por isso, a designar um seu sucessor (no caso, sua filha, D. Maria da Glória) desde o momento em que erguera armas contra Portugal, declarara a independência do Brasil e se tornara imperador desse novo País.
Com efeito, de acordo com as Leis Fundamentais do Reino, um príncipe herdeiro que levantasse armas contra Portugal ou ascendesse ao trono de um estado estrangeiro, perderia o direito ao trono português. De acordo com esta interpretação, D. Miguel seria assim o legítimo sucessor de D. João VI, vindo a ser legitimado pelas Cortes após a morte de D. João, em 10 de março de 1826, em conformidade com as leis tradicionais vigentes antes e após a revolta liberal de 1820.
Como resultado desta polémica, para os liberais D. Miguel passou à história como o Absolutista ou o Usurpador (por alegadamente ter arrebatado o trono que seria da sua sobrinha), enquanto os conservadores miguelistas lhe atribuem o cognome de o Tradicionalista (por ter sido aclamado em Cortes no respeito da tradição legal portuguesa).
Antes de ascender ao trono ― uma vez que o primeiro filho de D. João VI, o Infante D. Francisco António, Príncipe da Beira falecera na infância ― D. Miguel foi Prior do Crato e usou os títulos destinados aos secundogénitos de Senhor do Infantado e Duque de Beja. Na sequência da insurreição de Vilafrancada, foi ainda feito senhor de Samora Correia pelo seu pai. Após o período do seu reinado efectivo, já no exílio, foi pretendente ao título de Duque de Bragança, com os demais subsidiários (Marquês de Vila Viçosa, Conde de Arraiolos, de Barcelos, de Neiva e de Ourém).

### Ideologia
D. Miguel era um homem de aparentes ideais católicos e tradicionalistas, os quais defendia com frontalidade. Gozou períodos de grande popularidade, sobretudo entre o povo, e uma parte da nobreza que se opunha à sua Carta Constitucional preconizada pelo seu irmão, D. Pedro de Alcântara. Contra D. Miguel erguia-se também uma parte da burguesia e dos militares. A isto acrescia que, após as guerras contra Espanha e França, Portugal procurava num rei a figura forte de um salvador. A inimizade face à Igreja Católica por parte dos sectores liberais também contribuiu para a forte oposição popular contra a Carta e contra o regime constitucional.
D. Miguel era também um admirador do chanceler Metternich da Áustria, embora afirmasse não ser adepto de uma monarquia absoluta, mas apenas pretender libertar Portugal das influências estrangeiras ― principalmente das ideias da Maçonaria, as quais considerava nefastas, que seria algo que era reconhecido por essa organização pois foi perseguido por ela.

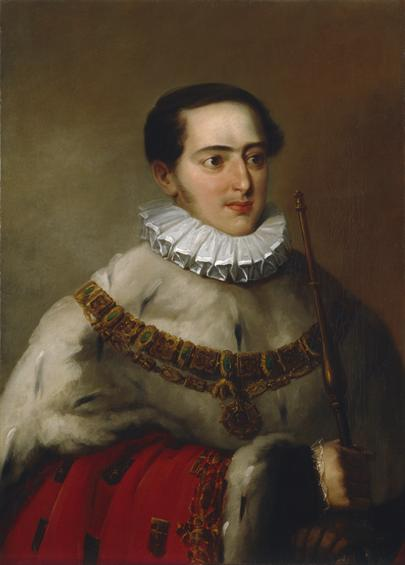
Miguel I de Portugal
João Baptista Ribeiro, 1828
Museu Nacional de Soares dos Reis

### Início da actividade pública
Em Maio de 1823, no seguimento da instituição do regime parlamentar em Portugal, D. Miguel liderou um movimento militar contra o regime vintista liberal ― a insurreição de Vilafrancada ― que resultou na dissolução das Cortes e no restabelecimento do poder régio absoluto de seu pai, D. João VI. Este nomeou então o filho Generalíssimo e Chefe do Exército.
A reacção dos vintistas, no entanto, organizou-se e projectou destronar o rei e restabelecer a Constituição de 1822. A isto D. Miguel respondeu com a revolta política que veio a ficar conhecida pela Abrilada. Em 30 de Abril de 1824, D. Miguel tentou travar a conspiração, convocando as tropas de todos os quartéis de Lisboa. O corpo diplomático estrangeiro, contudo, interveio, levando D. João VI para bordo do navio de guerra inglês HMS Windsor Castle, onde pressionou o rei a demitir D. Miguel do comando do Exército e a ordenar o seu exílio.
Dois anos depois, quando o rei D. João VI morreu, D. Miguel estava ainda exilado na corte de Viena de Áustria. Morto o rei, a regência da sua irmã D. Isabel Maria, em Lisboa, considerou que o imperador do Brasil, D. Pedro I, deveria herdar o trono de Portugal (contrariando as leis do reino até à data). No Brasil, o imperador D. Pedro I foi chamado a assumir o trono português; no entanto, este preferiu abdicar em favor de sua filha mais nova, D. Maria da Glória (depois rainha D. Maria II de Portugal) e outorgou uma carta constitucional ao reino de Portugal.

### Reinado
Para poder voltar a Portugal, D. Miguel aceitou as condições impostas pelo irmão, isto é, tornar-se noivo da sua sobrinha, D. Maria da Glória e, para poder ser nomeado regente do reino na menoridade desta, jurou ainda, perante a corte austríaca, a Carta Constitucional de 1826 com "reserva de todos os seus direitos" e a expressa determinação de esta ser previamente aceite pelos três estados do reino, conforme seu decreto de outorga.

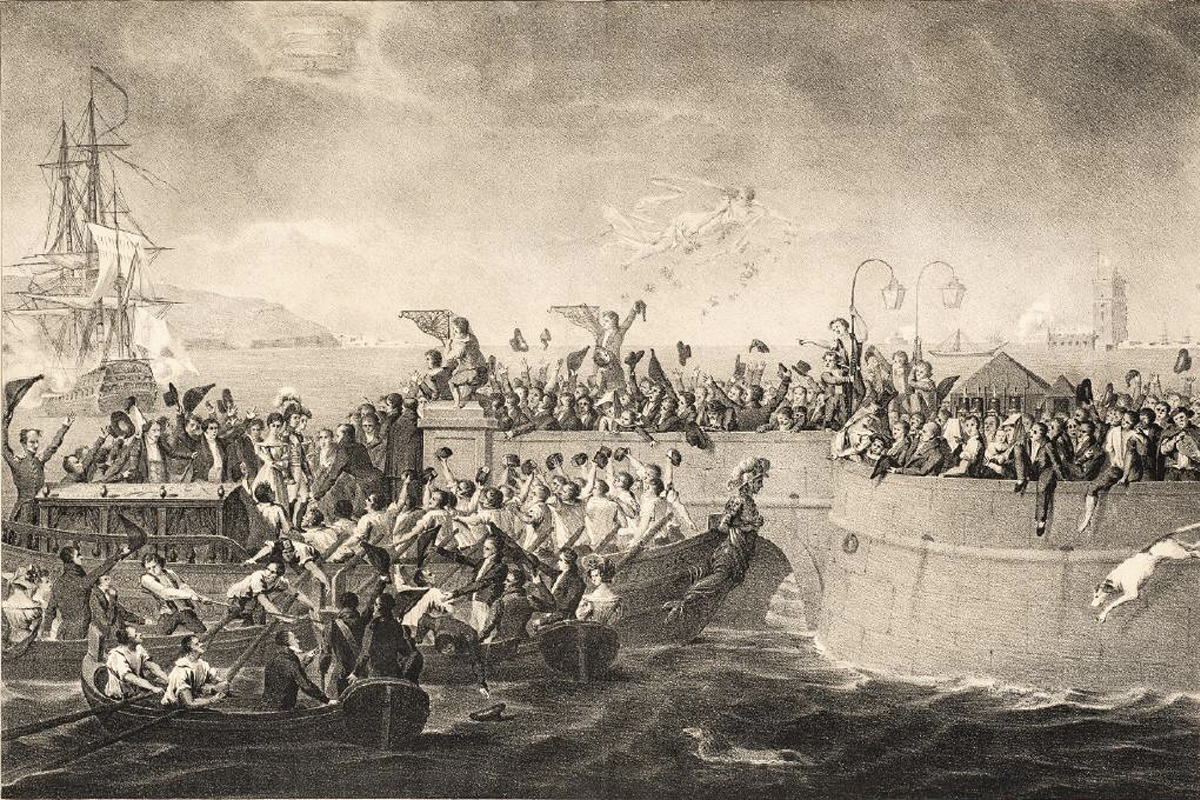
Desembarque de D. Miguel no Cais de Belem

À sua chegada a Lisboa, D. Miguel terá repetido o juramento de fidelidade, à Carta Constitucional e à Rainha, sua prometida mulher. A cerimónia ficou marcada por uma certa ambiguidade e as fontes divergem quanto à real aceitação das condições por parte de D. Miguel. 
Pouco depois, falta ao compromisso assumido com seu irmão, nomeia um novo ministério, dissolve as Câmaras e, em 3 de maio de 1828, convoca as cortes em Lisboa, a pedido da nobreza, que lhe solicitara que reunisse as Cortes à maneira tradicional para decidir a sucessão no trono de Portugal.

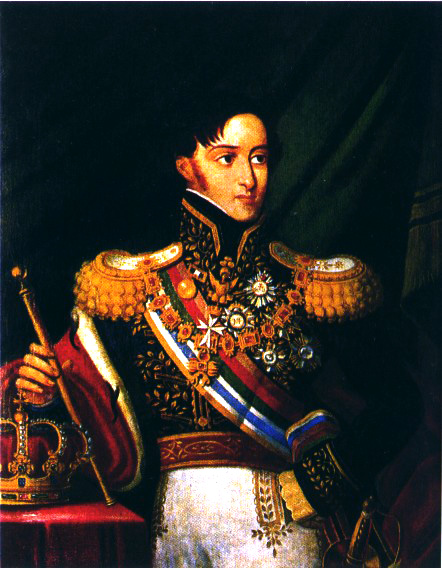
Retrato de D. Miguel

Em 23 de junho de 1828, fruto da decisão desse encontro foi estabelecida a sua aclamação como Rei pelos três estados, reunidos nas Cortes Gerais do Reino, e foi anulada a vigência da Carta Constitucional (a qual ele mesmo havia jurado cumprir) e repuseram as Leis Fundamentais do Reino, declarando D. Miguel como legitimo sucessor de seu pai e D. Pedro como um usurpador. Foi reconhecido pelo Papa, pela Espanha e pelos Estados Unidos, cujo Presidente, Andrew Jackson, seguia o princípio de reconhecer oficialmente todos os soberanos e governantes de facto, ficando as restantes potências na expectativa, mas aceitando porém tratar com o seu governo enquanto entidade que "de facto" exercia o poder político sobre a quase totalidade do território nacional.
Ainda em Março de 1832 era publicado um manifesto para propaganda do seu exercício reinante.
Reinou, deste modo, entre 1828 e 1834. Entre outras iniciativas, fundou em 1828 a Real Casa de Asilo dos Náufragos, em São João da Foz do Douro, destinada a casa abrigo para salva-vidas, predecessora do Instituto de Socorros a Náufragos. Esta instituição constituiu o primeiro embrião de um serviço de salvamento na costa portuguesa. A Real Escola de Veterinária, predecessora da Faculdade de Medicina Veterinária da Universidade de Lisboa, foi criada pelo Decreto de El-Rei D. Miguel I, publicado a 7 de Abril de 1830 na "Gazeta de Lisboa".
D. Miguel tentou o reconhecimento internacional para o seu regime, tendo até 1830 a simpatia de França e da Grã-Bretanha e Irlanda. Porém, naquele ano, grandes mudanças ocorreram na conjuntura europeia: em França uma rebelião colocou no trono Luís Felipe I em lugar de Carlos X; enquanto no Reino Unido o Governo de Arthur Wellesley, 1.º Duque de Wellington, caiu antes que fosse concedido o reconhecimento a D. Miguel como monarca. No meio de tudo isto o seu irmão D. Pedro havia em sua regência como imperador transformado o Brasil num importante parceiro comercial e militar das grandes potências, devido ao seu tamanho continental e reservas naturais. Além destes factos, a acção diplomática de Metternich ― cujo soberano era sogro de D. Pedro, e pretendia que a sua neta, Habsburgo por sua mãe, ascendesse ao trono de Portugal ― começou também a desenvolver-se contra D. Miguel.

### Guerra Civil

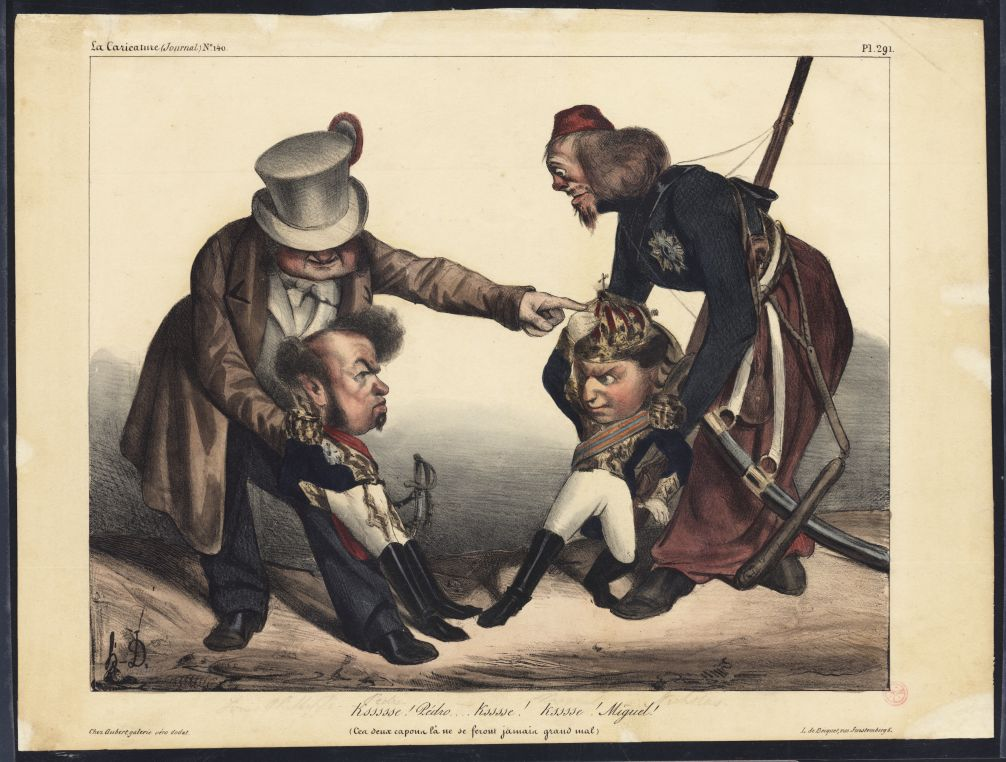
Caricatura representando os dois irmãos D. Pedro IV e D. Miguel a brigar pela coroa portuguesa
Honoré Daumier, 1833

Em 1831, o imperador D. Pedro I abdicou do trono do Brasil em favor do filho, D. Pedro II, e partiu para a Europa em busca de apoios para a causa de sua filha D. Maria da Glória. Após obter armas e dinheiro, por intermédio do político espanhol Juan Álvarez Mendizábal, reuniu na Grã-Bretanha e Irlanda uma força de aproximadamente sete mil soldados britânicos, regressando a Portugal para liderar pessoalmente o partido liberal na guerra contra os miguelistas. O regresso de D. Pedro e dos liberais desencadeou a Guerra Civil Portuguesa (1831-1834). Logo tomou o arquipélago dos Açores, de onde lançou ataques navais a Portugal Continental.

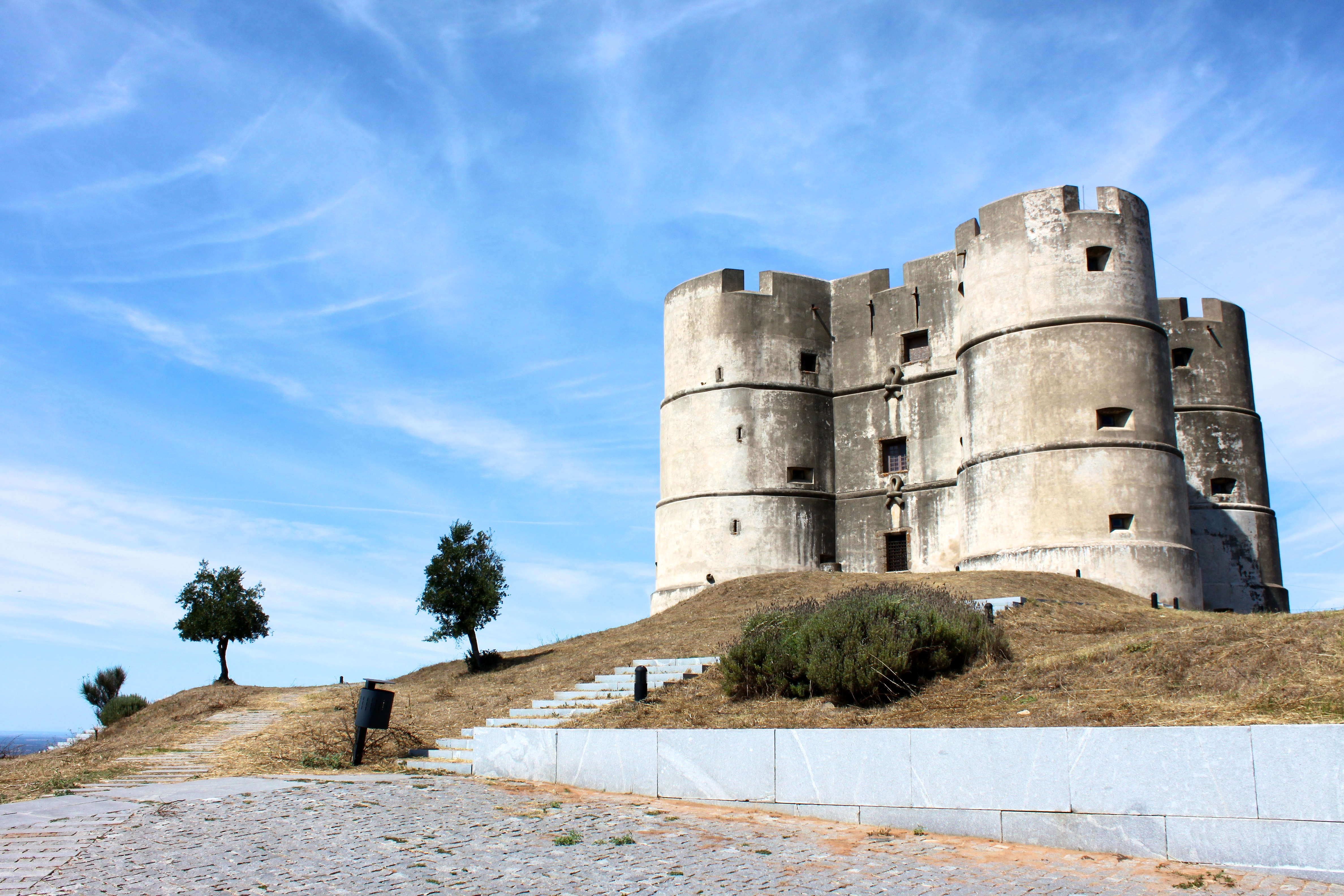
Evoramonte, a localidade onde foi assinada a convenção que pôs termo às Guerras Liberais

Na primavera de 1834 a guerra civil entraria na sua fase decisiva. Em 22 de abril, em Londres, a Grã-Bretanha e Irlanda e a França decidiram pôr fim ao reinado de D. Miguel I em Portugal e às pretensões de Carlos María Isidro de Borbón em Espanha.
Nessa altura, em 24 de abril de 1834, firmou-se o Tratado de Londres, uma Quádrupla Aliança dos quatro mais fortes Estados europeus, que decidiram juntar-se para intervir militarmente contra as forças do rei D. Miguel.
Como consequência desta aliança, o Almirante inglês Napier desembarcou tropas na Figueira da Foz, avançando por Leiria, Ourém e Torres Novas, enquanto o General espanhol José Ramón Rodil y Campillo entrou em Portugal através da Beira e Alto Alentejo, com uma expedição de 15 mil homens, em apoio do partido de D. Pedro e de sua filha D. Maria da Glória. Na batalha de Asseiceira, as forças militares portuguesas (absolutistas) foram definitivamente derrotadas pela conjugação das forças estrangeiras, aliadas às forças liberais do duque da Terceira, e foram obrigadas a depor as armas, sendo o rei D. Miguel I forçado a abdicar em favor de D. Maria II através da Convenção de Evoramonte assinada a 26 de maio de 1834.

## Lei do Banimento
A 19 de dezembro de 1834, a rainha D. Maria II promulgou uma carta de lei, conhecida como a Lei do Banimento, através da qual D. Miguel, então já destituído do estatuto de realeza, e todos os seus descendentes, ficaram para sempre obrigados a viver fora do território português e sem quaisquer direitos de sucessão ao trono de Portugal.
Carta de Lei de 19 de Dezembro de 1834
Dona Maria Segunda, por Graça de Deos, Rainha de Portugal, Algarves, e seus Dominios:
Fazemos saber a todos os Nossos Subditos que as Cortes Geraes e Extraordinarias Decretaram, e Nós Queremos a Lei seguinte:
Art.º 1.º O ex-Infante D. Miguel, e seus descendentes são excluídos para sempre do direito de suceder na Corôa dos Reinos de Portugal, Algarves, e seus Dominios.
Art.º 2.º O mesmo ex-Infante D. Miguel, e seus descendentes são banidos do territorio Portuguez, para em nenhum tempo poderem entrar nelle, nem gosar de quaesquer direitos civis, ou políticos: a conservação, ou acquisição de quaesquer bens fica-lhes sendo vedada, seja qual for o título, e a natureza dos mesmos: os patrimoniaes, e particulares do ex-Infante D. Miguel, de qualquer especie que sejam, ficam sujeitos ás regras geraes das indemnisações.
Esta Lei foi posteriormente reforçada com a promulgação da Constituição Monárquica de 1838, na qual o artigo 98 estipulou que A linha colateral do ex-infante Dom Miguel e todos os seus descendentes estão perpetuamente excluídos da sucessão.
A Constituição de 1838 foi revogada aquando da reinstituição em vigor da Carta Constitucional em 1842, a qual não continha qualquer cláusula de exclusão da linha miguelista. Porém, ainda assim, D. Miguel e os seus descendentes mantiveram-se no exílio até à segunda metade do século XX, reconhecendo que o reinado efetivo dos monarcas da Casa de Bragança — D. Maria II, D. Fernando II, D. Pedro V, D. Luís I, D. Carlos I e D. Manuel II — lhes retiraram todos os direitos de sucessão dinástica.
A Lei do Banimento do ramo Miguelista (Carta de Lei de 19 de Dezembro de 1834) e a Lei da Proscrição da Família Bragança (Decreto de 15 de Outubro de 1910) vieram a ser revogadas pela Assembleia Nacional a 27 de maio de 1950, permitindo o regresso a território português dos descendentes de D. Miguel.

## No exílio
A 1 de junho de 1834, depois da derrota militar, D. Miguel partiu de Évora para embarcar num navio de guerra britânico em Sines, com destino a Génova, tendo pernoitado pela última vez em solo português na vila alentejana de Alvalade, que sempre se revelara fiel à sua causa.
Viveu em exílio primeiro na Itália, depois na Grã-Bretanha e, finalmente, na Alemanha.

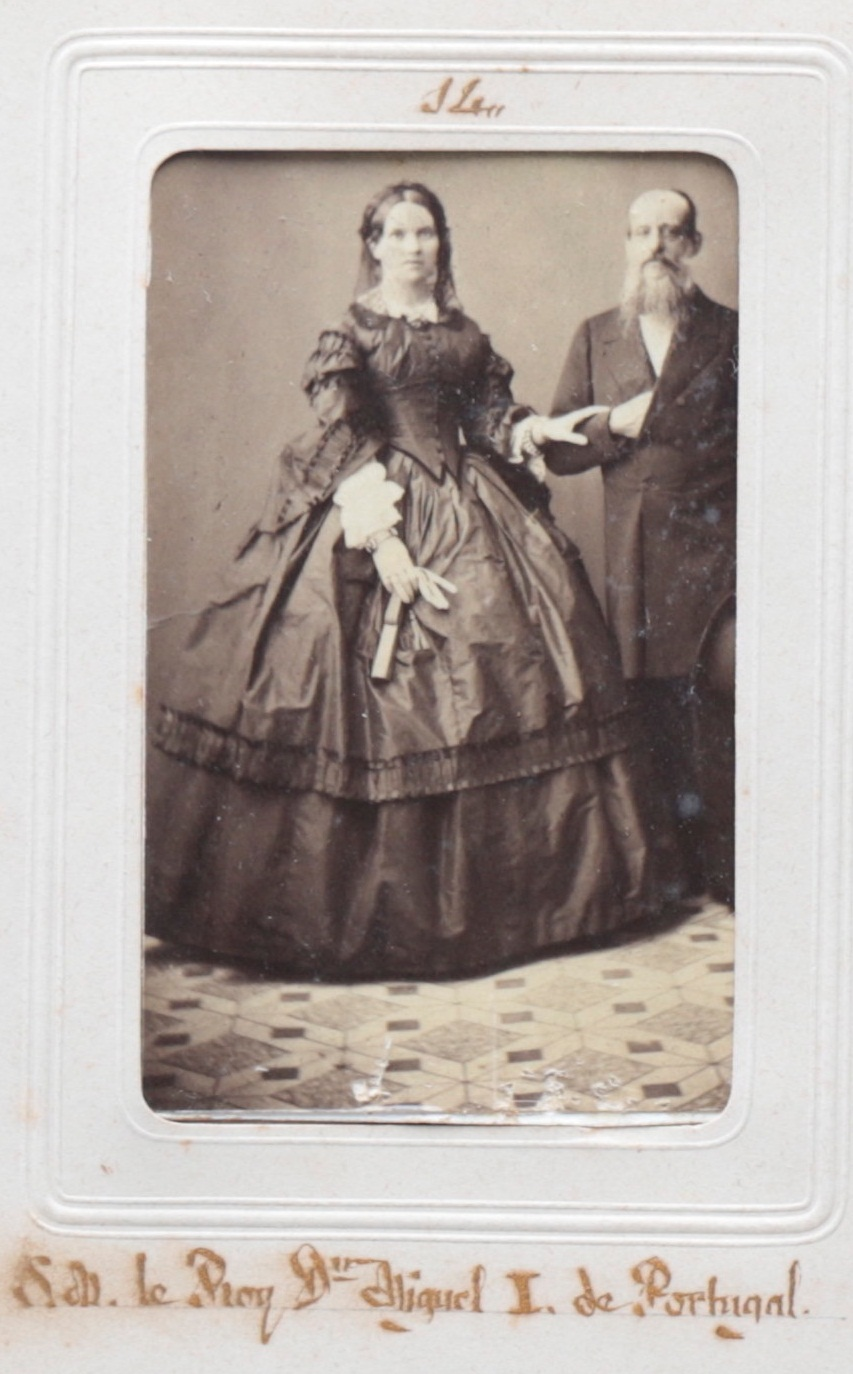
Retrato do Rei D. Miguel de Bragança e esposa no exílio

Ainda ao largo da costa portuguesa, D. Miguel denunciou a Concessão de Evoramonte, redigindo uma carta à chegada em que afirmava que o acordo fora firmado sob coacção. No dia 20 de junho fez um protesto contra a renúncia que fora obrigado a fazer dos seus direitos à coroa de Portugal. Ao fazê-lo, perdeu voluntariamente o direito à pensão vitalícia que Portugal ficara obrigado a pagar-lhe nos termos do acordo, não lhe restando, a partir de então, qualquer fortuna pessoal, visto que já mandara entregar as suas jóias ao seu irmão D. Pedro, como contribuição para o esforço de reconstrução do País após a guerra. Passou pois a viver da boa-vontade do Papa e dos seus partidários. A oferta do seu tesouro pessoal para ajudar na reconstrução de Portugal suscitou a D. Pedro IV o comentário emocionado: "Isto são mesmo coisas do mano Miguel".
D. Miguel viveu o resto de sua vida no Castelo de Bronnbach, em Bronnbach no Grão-Ducado de Baden, em Baden-Württemberg, na Alemanha, onde se casou com a Princesa Adelaide de Löwenstein-Wertheim-Rosenberg, que lhe deu seis filhas e um filho varão.
Em 26 de novembro de 1836, D. Miguel nomeou simbolicamente Governador do Reino do Algarve e Comandante em Chefe Interino de Todas as Tropas Realistas, Regulares e Irregulares do Exército de Operações do Sul o chamado "Remexido", líder de um grupo de guerrilheiros e ex-soldados, que se manteve fiel à causa miguelista e fez acesa resistência no território compreendido entre o Algarve e o norte do Alentejo durante mais de quatro anos após a Concessão. O que não foi caso isolado, já que se conhecem vários outros focos de luta de guerrilha ao longo de todo o país nesta época, com especial destaque no Norte de Portugal, apoiados nomeadamente pelo célebre Zé do Telhado, no Douro, e pelo conde de Almada, no Minho.
Entretanto, a 26 de outubro de 1866, morreu sem nunca ter conseguido regressar a Portugal, e muita da sua luta pela sua legitimação pelo Reino de Portugal esmoreceu, apesar da continuidade que lhe foi dada, posteriormente, pelo seu filho Miguel Januário de Bragança e por alguns apoiantes que sempre o seguiram.
D. Miguel jaz desde 1967 no Panteão da Dinastia de Bragança, no Mosteiro de São Vicente de Fora em Lisboa, juntamente com sua esposa, para onde foi trasladado do Convento dos Franciscanos de Engelberg, em Großheubach, no distrito de Miltenberg, na Alemanha.

## Questão da paternidade
Algumas fontes bibliográficas e testemunhos da época sugerem que D. Miguel teria sido fruto de alegadas ligações adúlteras de sua mãe, D. Carlota Joaquina de Bourbon. Segundo estas, o próprio rei D. João VI teria confirmado não ter tido relações sexuais com a sua esposa durante mais de dois anos e meio antes do nascimento de D. Miguel, tempo durante o qual o rei e a rainha terão vivido em guerrilha conjugal, permanente conspiração, e só se encontravam em raras ocasiões oficiais.
Segundo esta teoria, D. Miguel poderia ter sido filho do Marquês de Marialva (com quem se assemelhava fisicamente), ou do jardineiro do palácio da rainha, ou ainda de um outro serviçal do Ramalhão (o palácio localizado perto de Sintra, onde D.ª Carlota Joaquina vivia separada do seu real esposo). Em 1912, o romancista republicano Raul Brandão escreveu que João dos Santos, o cocheiro e jardineiro da Quinta do Ramalhão, seria o pai de D. Maria da Assunção e de D. Ana de Jesus Maria, enquanto D. Miguel seria filho do marquês de Marialva. Por seu lado, o escritor Alberto Pimentel assegura numa obra publicada em 1893 que …passa como certo que dos nove filhos que D. Carlota Joaquina dera à luz, apenas os primeiros quatro tiveram por pai D. João VI.
Os defensores desta teoria não conseguem contudo explicar o porquê de D. João, se tinha de facto dúvidas quanto à paternidade de D. Miguel, ter reconhecido este último como seu filho. Repudiando D. Miguel, o monarca teria a mais soberana das oportunidades de anular o seu casamento com D.ª Carlota Joaquina. Se não o fez, é lícito afirmar que não tinha quaisquer dúvidas quanto à paternidade de D. Miguel e que essas dúvidas são fruto de meros mexericos sem base sólida e muito explorados por alguma propaganda pró-liberal e por alguns monárquicos da actualidade que pretendem privar os descendentes de D. Miguel da condição de pretendentes ao trono de Portugal.
Por outro lado, dado que as dúvidas sobre a paternidade de D. Miguel acima referidas têm como base fundamental as memórias dos acima referidos, a saber, um ex-secretário da rainha, José Presas, e Laura Permon, mulher do General Junot, em cuja escrita sobressai uma profunda antipatia pela Corte Portuguesa e por D. Carlota Joaquina, a sua veracidade torna-se mais duvidosa ainda. Nas suas "Memórias", esta dama francesa (que usou o título de duquesa de Abrantes durante a sua permanência em Portugal) sublinhou aquilo que considerou a diversidade cómica da descendência do rei D. João VI: O que é notável nesta família de Portugal é não haver um único filho parecido com a irmã ou o irmão… Segundo ela, o "rei Absoluto" teria tido por pai "um moço de estrebaria".
É um facto que, ao longo da História, são muitos os casos em que a fidelidade conjugal de reis e rainhas é posta em causa. Mas, neste caso específico, a veracidade desta teoria torna-se um tanto remota se atendermos também ao facto de que nenhum dos historiadores liberais de referência do período pós-miguelista (Luz Soriano e Alexandre Herculano) coloca em dúvida a paternidade de D. Miguel, mesmo apesar de terem sido seus inimigos confessos e de inclusivamente terem combatido contra ele durante a Guerra Civil. Mais recentemente, as investigadoras e docentes universitárias Maria Alexandre Lousada e Maria de Fátima Sá e Melo Ferreira defendem também elas que D. Miguel era filho legítimo de D. João VI.

## Descendência
Nascidas enquanto era ainda solteiro, D. Miguel teve e reconheceu duas filhas naturais:
|  | Nome                          | Nascimento | Morte | Notas |
|  | ----------------------------- | ---------- | ----- | --- |
|  | Maria da Assunção de Bragança | 1831       | 1897  | De seu nome completo Maria da Assunção Ribeiro do Carmo e Bragança foi a primeira filha natural de D. Miguel I e resultante da relação do monarca com a nobre portuguesa D. Antónia Francisca Ribeiro do Carmo. |
|  | Maria de Jesus de Bragança    | 1834       | 1903  | De seu nome completo Maria de Jesus de Bragança e Bourbon foi a segunda natural de D. Miguel I. Casou com D. Silverio Rodriguez e com o nobre D. Tomás José Fletcher de Melo Homem. Deixou descendência.        |

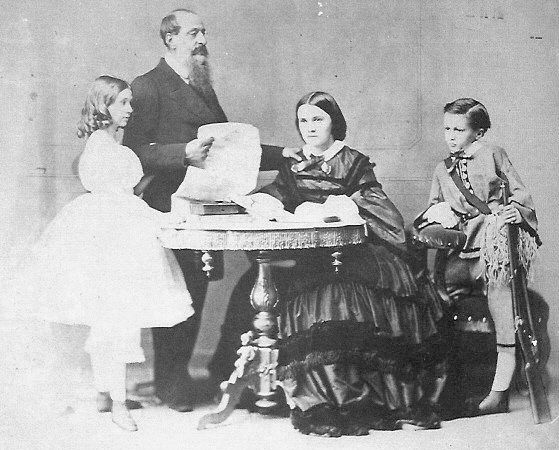
O Rei D. Miguel I com sua esposa, a princesa Adelaide, e seus dois filhos mais velhos, Maria das Neves e Miguel Januário

Após a derrota nas guerras liberais, o Rei D. Miguel I foi viver para a Alemanha, onde casou a 24 de setembro de 1851, em Kleinheubach, com a princesa Adelaide de Löwenstein-Wertheim-Rosenberg e de quem teve sete filhos:
|  | Nome                        | Nascimento | Morte | Notas |
|  | --------------------------- | ---------- | ----- | --- |
|  | Maria das Neves de Bragança | 1852       | 1941  | Casou em 1871 com Afonso Carlos de Bourbon, Duque de São Jaime.                                                                |
|  | Miguel Januário de Bragança | 1853       | 1927  | Casou em 1877 com a princesa Isabel de Thurn e Taxis e, em 1893, com a princesa Maria Teresa de Löwenstein-Wertheim-Rosenberg. |
|  | Maria Teresa de Bragança    | 1855       | 1944  | Casou em 1873 com o Arquiduque Carlos Luís da Áustria.                                                                         |
|  | Maria José de Bragança      | 1857       | 1943  | Casou em 1874 com Carlos Teodoro, duque da Baviera.                                                                            |
|  | Aldegundes de Bragança      | 1858       | 1956  | Casou em 1876 com Henrique de Bourbon-Parma, Conde de Bardi.                                                                   |
|  | Maria Ana de Bragança       | 1861       | 1942  | Casou em 1893 com o Grão-Duque Guilherme IV de Luxemburgo.                                                                     |
|  | Maria Antónia de Bragança   | 1862       | 1959  | Casou-se, em 1884, com o Duque Roberto I de Parma.                                                                             |

Fruto das alianças matrimoniais dos seus filhos, na descendência do Rei D. Miguel I contam-se entre as famílias reais presentemente reinantes o Rei dos Belgas, o Grão-Duque do Luxemburgo e o Príncipe do Liechtenstein e, entre as não reinantes, os Chefes das Casas Reais da Itália, Áustria-Hungria, Roménia e Baviera.